# Владимировка (Алтайский край)
Владимировка — село в Алтайском крае России. Входит в городской округ город Славгород.

## История
Основано в 1909 году. В 1928 году посёлок Владимировка состоял из 145 хозяйств. Являлся центром Владимировского сельсовета Славгородского района Славгородского округа Сибирского края.

## Население
В 1928 году в посёлке проживало 717 человек (359 мужчин и 358 женщин), основное население — русские.
| 1997 | 1998 | 1999 | 2000 | 2001 | 2002 | 2003 |
| ---- | ---- | ---- | ---- | ---- | ---- | ---- |
| 139  | →139 | ↘136 | ↘128 | ↘116 | ↘106 | ↗107 |
| 2004 | 2005 | 2006 | 2007 | 2008 | 2009 | 2010 |
| ↗108 | ↗109 | ↗119 | ↘109 | ↘104 | ↘94  | ↘71  |
| 2011 | 2012 | 2013 |      |      |      |      |
| ↗73  | ↘71  | ↘67  |      |      |      |      |